# 呉派
呉派（ごは）とは、中国明代中頃に形成された書画の一派である。呉門派ともいう。沈周・文徴明を祖とし、江南の蘇州（現在の江蘇省蘇州市）を中心に活動した。
その画法は遥か遠く北宋の董源や巨然に淵源があり、南宗文人画の流れと轍を一としていると主張された。祖となった沈周や文徴明はともに元末四大家に師法し、その主張は評論家の何良俊、明末の董其昌や陳継儒によって体系化され清代になっても文人画の王道とされた。
呉派には多くの優れた名士が輩出された。沈・文に続き、文彭・文嘉・文伯仁・陳淳・王穀祥・陸治・銭穀などが現れ絶頂期に至り、以降も陸師道・陸士行・張堯思・徐弘沢・銭貢・宋玨・謝時臣・文震亨・米万鍾・卞文瑜・李流芳などが活躍し永く隆盛した。沈・文が活躍する以前、彼らに画法が近く影響を与えた作家達がいた。これを特にプレ呉派と呼ぶことがある。元末から明初の趙原・王紱・夏㫤・徐賁・杜瓊・沈恒吉などである。
沈・文と同時期に蘇州で活躍した周臣・唐寅・仇英を院派と呼び謝時臣や張宏を含める場合もある。画法が南宋画院に遡られることから、日本において院派と命名されたが、浙派と呉派の中間的な位置づけにある。しかし、近似した画法もみられ、蘇州画壇として一括りに扱われる。
明末になると呉派の拠点は松江華亭県（現在の上海市西部）に移った。これは都市間の盛衰、蘇州のマンネリ化、董其昌による革新的な画論の登場などが重なった為である。殊に董其昌の画論の影響は大きく、浙派を壊滅的に衰退せしめ、後進の画家達の指針となり現在に至ってもその絵画理論を超えるには至っていない。松江派（あるいは華亭派ともいう）の祖は顧正誼であるが、董其昌を代表に陳継儒や莫是龍などが活躍した。
以降、呉派は細かく諸流派に分裂し、上記の顧正誼の華亭派・四王呉惲の南宗正統派・趙左を祖とする蘇松派・沈士充の雲間派などの支流が現れた。しかし、いずれも伝統に囚われ創造性を発揮できず、エキセントリックな新興の作家達がそれに替わった。